# 1435
| [ Edytuj tabelę ]                          | |
| Król Polski                                | - 1434 Władysław III Warneńczyk 1444 |
| Współksiążęta Andory                       | - 1416 Francesc de Tovia 1436 - 1412 Jan I 1436 |
| Król Anglii                                | - 1422 Henryk VI 1461 |
| Król Aragonii i Walencji, hrabia Barcelony | - 1416 Alfons V Aragoński 1458 |
| Władca Azteków                             | - 1427 Itzcoatl 1440 |
| Elektor Brandenburgii                      | - 1415 Fryderyk I 1440 |
| Książę Bawarii-Ingolstadt                  | - 1413 Ludwik VII Brodaty 1443 |
| Książę Bawarii-Landshut                    | - 1393 Henryk XVI Bogaty 1450 |
| Książę Bawarii-Monachium                   | - 1397 Ernest 1438 |
| Książę Burgundii                           | - 1419 Filip III Dobry 1467 |
| Cesarz Bizancjum                           | - 1425 Jan VIII Paleolog 1448 |
| Sułtan Brunei                              | - 1433 Sulaiman 1473 |
| Cesarz Chin                                | - 1425 Xuande 1435 - 1435 Zhu Qizhen 1449 |
| Król Cypru                                 | - 1432 Jan II 1458 |
| Król Czech                                 | - 1420 bezkrólewie 1436 |
| Król Danii                                 | - 1396 Eryk Pomorski 1439 |
| Dalajlama                                  | - 1391 Gendun Drup 1474 |
| Władca Egiptu                              | - 1422 Barsbaj 1437 |
| Cesarz Etiopii                             | - 1434 Zara Jaykob Konstantyn 1468 |
| Król Francji                               | - 1422 Karol VII 1461 |
| Król Gruzji                                | - 1412 Aleksander 1442 |
| Hrabia Holandii                            | - 1433 Filip III Dobry (z Burgundii) 1467 |
| Władca Inków                               | - 1410 Viracocha 1438 |
| Cesarz Japonii                             | - 1428 Go-Hanazono 1464 |
| Kalif                                      | - 1414 Al-Mu’tadid II 1441 |
| Król Kastylii i Leónu                      | - 1406 Jan II Kastylijski 1454 |
| Patriarcha Konstantynopola                 | - 1416 Józef II 1439 |
| Władca Korei                               | - 1418 Sejong Wielki 1450 |
| Wielki książę litewski                     | - 1432 Zygmunt Kiejstutowicz 1440 |
| Cesarz Majapahitu                          | - 1429 Suhita 1447 |
| Sułtan Maroka                              | - 1421 Abdulhak II 1465 |
| Książę Mediolanu                           | - 1412 Filip Maria 1447 |
| Wielki książę moskiewski                   | - 1425 Wasyl II Ślepy 1462 |
| Król Nawarry                               | - 1425 Blanka I z Nawarry i Jan II Aragoński 1441 |
| Król Norwegii                              | - 1396 Eryk Pomorski 1442 |
| Sułtan Omanu                               | - 1406 Machzum ibn al-Fallah 1435 - 1435 Abu al-Hasan 1451                                                                                                   |
| Elektor Palatynatu                         | - 1410 Ludwik III 1436 |
| Papież                                     | - 1431 Eugeniusz IV 1447 |
| Król Portugalii                            | - 1433 Edward I 1438 |
| Cesarz Rzymski (niemiecki)                 | - 1410 Zygmunt Luksemburski 1437 |
| Kapitanowie Regenci San Marino             | - 1434 Benetino di Paolino Luigi di Vita 1435 - 1435 Andrea di Michelino Francesco di Betto 1435 - 1435 Giovanni di Antonio Lunardini Ciono di Giovanni 1436 |
| Despota Serbii                             | - 1429 Jerzy I Branković 1456 |
| Elektor Saksonii                           | - 1428 Fryderyk II Łagodny 1464 |
| Król Szkocji                               | - 1406 Jakub I 1437 |
| Król Szwecji                               | - 1396 Eryk XIII Pomorski 1439 |
| Król Tajlandii                             | - 1424 Borommaracha Thirat II 1448 |
| Sułtan Turków                              | - 1421 Murad II 1444 |
| Doża Wenecji                               | - 1423 Francesco Foscari 1457 |
| Król Węgier                                | - 1387 Zygmunt Luksemburski 1437 |
| Cesarz Wietnamu                            | - 1433 Lê Thái Tông 1442 |
| Wielki mistrz zakonu krzyżackiego          | - 1422 Paul Bellitzer von Russdorff 1441 |

Rok 1435 / MCDXXXV
stulecia: XIV wiek ~
XV wiek ~
XVI wiek

lata: 1425 «
1430 «
1431 «
1432 «
1433 «
1434 «
1435
» 1436
» 1437
» 1438
» 1439
» 1440
» 1445

## Wydarzenia w Polsce
- 15 lipca – w Piotrkowie odbył się sejm[1].
- 1 września – w bitwie pod Wiłkomierzem nad rzeką Świętą wojska polsko-litewskie pokonały armię Świdrygiełły i posiłkujących go krzyżaków inflanckich.
- Wrzesień – wojewoda mołdawski Eliasz złożył hołd królowi polskiemu Władysławowi.
- 31 grudnia – został zawarty pokój z Krzyżakami w Brześciu Kujawskim, na którego mocy Zakon utracił Żmudź.
- Król Władysław Warneńczyk zatwierdził Krakowowi zwolnienia podatkowe z lat 1428 i 1431.

## Wydarzenia na świecie
- 5 sierpnia – flota genueńska rozbiła flotę aragońską w bitwie pod Ponzą.
- 19 sierpnia – klęska taborytów w bitwie pod Křečem.
- 21 września – został zawarty traktat w Arras pomiędzy Francuzami i Burgundami.
- 12 października – Agnes Bernauer, żona dziedzica księstwa Bawarii-Monachium Albrechta, została utopiona w Dunaju, na rozkaz swego teścia księcia Ernesta.
- 21 października – Jan Rokycana został przez utrakwistów obrany arcybiskupem Pragi.

## Urodzili się
- 1 lutego – Amadeusz IX Sabaudzki, książę Sabaudii i Piemontu, błogosławiony katolicki (zm. 1472)
- 16 czerwca – Jan II Szalony, książę żagański i głogowski (zm. 1504)
- Andrzej Boryszewski – prymas Polski (zm. 1510)
- Johannes Scolvus (Jan z Kolna) – polski żeglarz, który miał dotrzeć do Ameryki przed Kolumbem (zm. 1484)
- Andrea del Verrocchio – włoski rzeźbiarz i malarz renesansowy (zm. ok. 1488)

## Zmarli
- 11 lutego – Joanna II, królowa Neapolu (ur. 1371)
- 17 czerwca – Piotr Gambacorta, włoski eremita, założyciel Kongregacji Ubogich Pustelników św. Hieronima, błogosławiony katolicki (ur. 1355)
- 14 lipca – Angelina Marsciano, włoska zakonnica, błogosławiona (ur. 1377)
- 12 września – Wilhelm III, książę Bawarii (ur. 1375)
- 29 września – Izabela Bawarska, królowa Francji, żona Karola VI Szalonego (ur. 1371)
- po 9 października – Paweł Włodkowic z rodu Dołęgów, uczony, pisarz religijny i polityczny, dyplomata, rektor Uniwersytetu Jagiellońskiego (ur. ok. 1370)
- data dzienna nieznana:
  - Spytek Tarnowski, wojewoda sandomierski i starosta ruski (ur. ok. 1367)
  - Xuande, cesarz Chin (ur. 1399)
  - Zheng He, chiński odkrywca i admirał (ur. 1371)
  - Zygmunt Korybutowicz, książę litewski (ur. ok. 1395)